# Renáta Tomanová
Renáta Tomanová (n. 9 decembrie 1954, Jindřichův Hradec, Boemia de Sud, Cehia) este o fostă jucătoare de tenis profesionistă din Cehia.

## Performanțe
- 1978, campioană la turneul de la Roland Garos în proba de dublu mixt împreună cu tenismenul ceh Pavel Složil
- 1978, campioană la Campionatele open ale Australiei la proba dublu feminin împreună cu Betsy Nagelsen